# Calosopsyche bohio
Calosopsyche bohio är en nattsländeart som först beskrevs av Lazar Botosaneanu 1991.  Calosopsyche bohio ingår i släktet Calosopsyche och familjen ryssjenattsländor. Inga underarter finns listade i Catalogue of Life.